# Целковская
Целковская — деревня в Тарногском районе Вологодской области.
Входит в состав Спасского сельского поселения, с точки зрения административно-территориального деления — в Верхнеспасский сельсовет.
Расстояние по автодороге до районного центра Тарногского Городка — 41 км, до центра муниципального образования Никифоровской — 2 км. Ближайшие населённые пункты — Федневская, Харитоновская, Кузьминская.
По переписи 2002 года население — 31 человек (14 мужчин, 17 женщин). Преобладающая национальность — русские (97 %).